# Fuchsschwanzgewächse
Die Fuchsschwanzgewächse (Amaranthaceae) sind eine Familie in der Ordnung der Nelkenartigen (Caryophyllales) innerhalb der Bedecktsamigen Pflanzen (Magnoliopsida). Hier ist auch die oft separat geführte Familie der Gänsefußgewächse (Chenopodiaceae) eingegliedert. Nicht verwandt mit dieser Gruppe sind die Fuchsschwanzgräser.

## Beschreibung und Ökologie

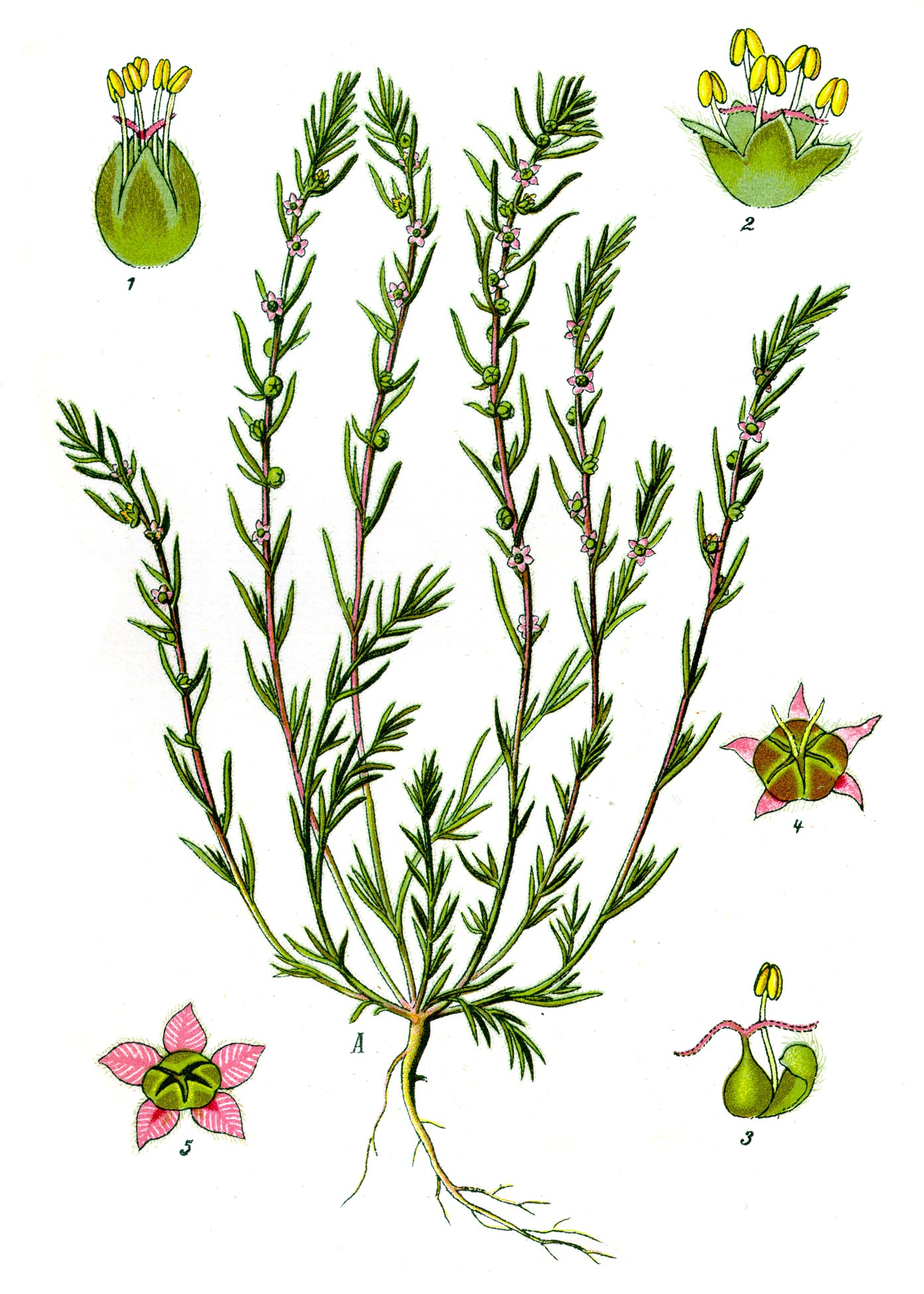
Unterfamilie Camphorosmoideae: Illustration der Sand-Radmelde (Bassia laniflora)

### Erscheinungsbild und Blätter
Die meisten Arten sind einjährige oder ausdauernde krautige Pflanzen oder Halbsträucher; es gibt auch einige Sträucher; wenige Arten sind Lianen oder Bäume. Viele Arten sind sukkulent. Bei vielen Arten sind an den Sprossachsen die Knoten (Nodien) verdickt. Das Holz der mehrjährigen Sprossachsenteile weist ein für die Familie typisches „anomales“ Dickenwachstum auf, welches nur den Polycnemoideae fehlt.
Die Laubblätter sind meist wechselständig, gelegentlich auch gegenständig. Nebenblätter sind keine vorhanden. Die Gestalt der Blätter ist äußerst variabel, die Blattränder sind ganzrandig oder gezähnt, ihr Querschnitt ist flächig bis stielrund, bei einigen Arten sind die Blätter auch zu winzigen Schuppen reduziert.

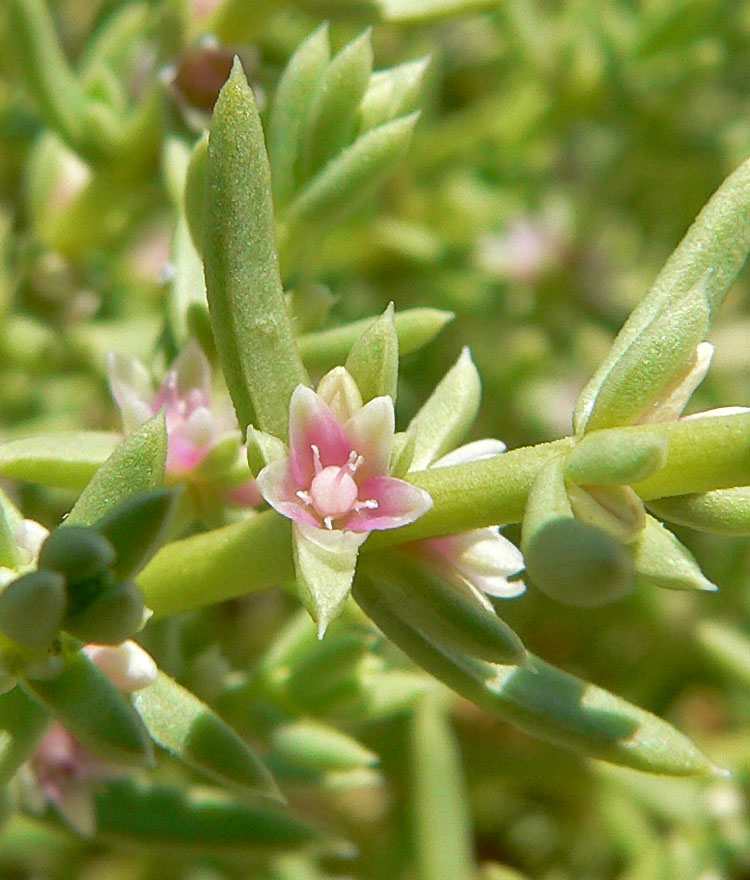
Unterfamilie Polycnemoideae: Fünfzählige Blüten von Nitrophila occidentalis

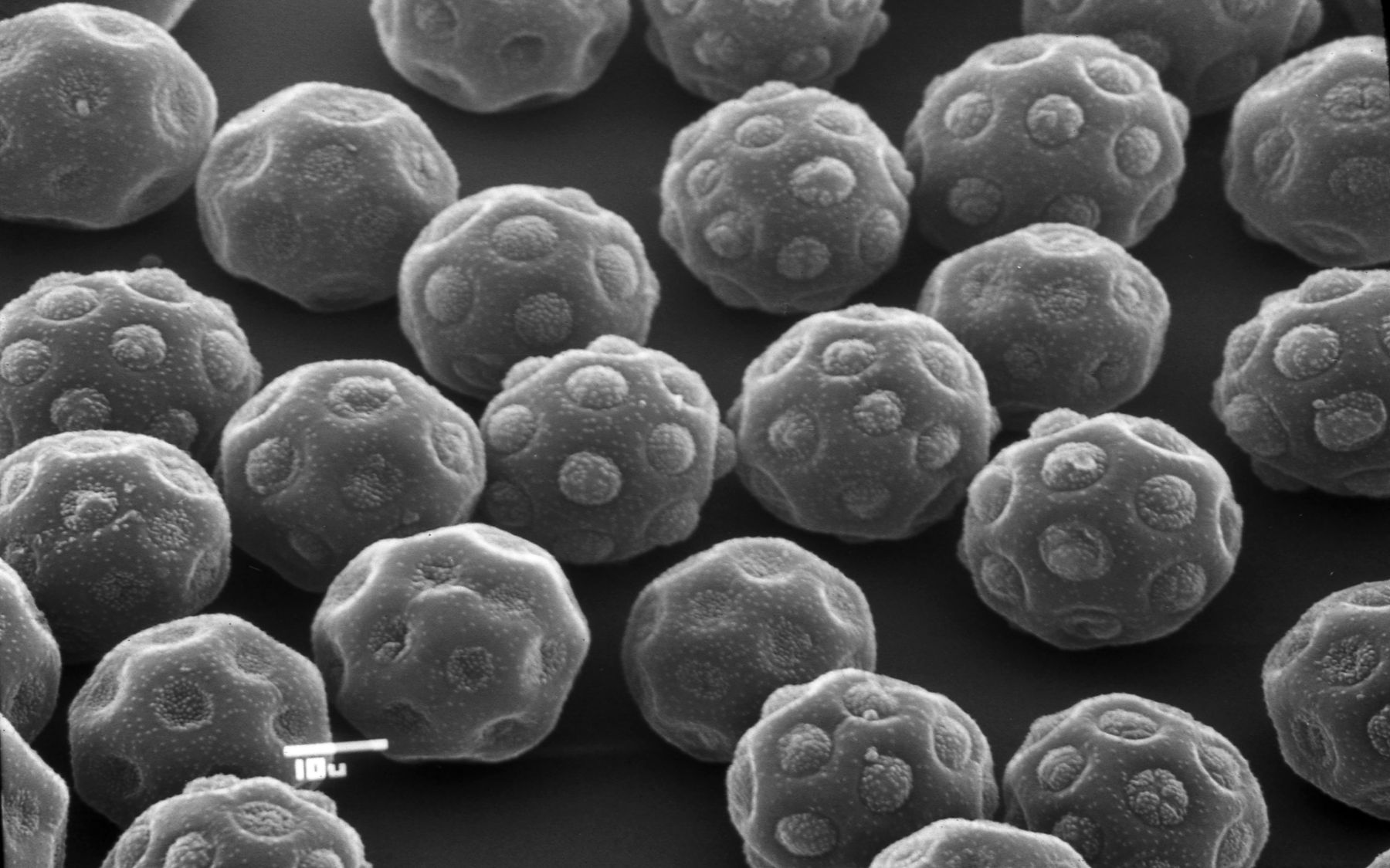
Pantoporate Pollenkörner von Halothamnus glaucus, Raster-Elektronen-Mikroskopie

### Blütenstände und Blüten
Die Vorblätter und Tragblätter sind entweder krautig oder trockenhäutig.
Die Blütenhülle ist mehr oder weniger krautig oder auch trockenhäutig und besteht aus (selten eines bis) meist fünf (selten bis acht) Tepalen. Die meist in gleicher Anzahl vorhandenen Staubblätter stehen entweder vor den Tepalen oder dazwischen. Sie entspringen am Blütengrund einem Diskus, welcher bei einigen Arten Anhängsel (Pseudostaminodien) trägt. Die Staubbeutel besitzen zwei oder vier Pollensäcke. Bei den Caroxyloneae kommen blasenförmige Staubbeutelanhängsel vor. Die Pollenkörner sind rund mit zahlreichen Öffnungen (pantoporat), wobei die Porenzahl von wenigen bis zu 250 (bei Froelichia) reichen kann. Die meist ein bis drei (selten bis sechs) Fruchtblätter sind zu einem oberständigen Fruchtknoten verwachsen. Im Fruchtknoten befindet sich eine (selten zwei) basale Samenanlage.

### Früchte und Samen
Als Ausbreitungseinheit (Diasporen) dienen entweder die Samen, oft sind aber die Blütenhüllblätter auch noch bei der reifen Frucht vorhanden und erfahren Umgestaltungen, die der Ausbreitung dienen. Gelegentlich werden auch die Trag- und Vorblätter in die Diaspore einbezogen. Seltener kommen Kapselfrüchte oder Beeren vor. Der Same ist horizontal oder anders ausgerichtet, oft mit verdickter und verholzter Samenschale. Der Embryo ist grün oder weiß, spiralig (dann ohne Nährgewebe) oder ringförmig (selten gerade).

### Chromosomenzahl
Die Chromosomengrundzahl ist (selten sechs) meist acht oder neun (selten 17).

### Inhaltsstoffe
Weitverbreitet bei den Fuchsschwanzgewächsen ist das Vorkommen von Betalainen. Die früheren Chenopodiaceae enthalten oft Isoflavonoide.
Bei phytochemischen Untersuchungen wurden zudem Methylendioxyflavonole, Saponine, Triterpene, Ecdysteroide sowie in den Wurzeln spezielle Kohlenhydrate gefunden.

### Photosyntheseweg
Mit etwa 800 C4-Arten sind die Fuchsschwanzgewächse die größte Gruppe mit diesem Photosyntheseweg innerhalb der Eudikotyledonen (circa 1600 C4-Arten). Innerhalb der Familie gibt es verschiedene Typen von C4-Photosynthese und etwa 17 verschiedene Typen der Blattanatomie. Daher wird angenommen, dass diese Eigenschaft wahrscheinlich etwa 15-mal unabhängig voneinander in der Evolution dieser Familie erworben wurde, davon 2/3 bei den ehemaligen Chenopodiaceae. Das erste Mal trat C4-Photosynthese im frühen Miozän vor etwa 24 Millionen Jahren auf. Bei einigen Gruppen entstand dieser Photosyntheseweg aber erst wesentlich später, vor sechs (oder weniger) Millionen Jahren.
Die mehrfache Entwicklung von C4-Photosynthese bei den Amaranthaceae wird als Anpassung an zunehmende Wasserknappheit und höhere Temperaturen angesehen. Diese Arten waren durch ihre größere Effizienz im Wasserverbrauch in trockenen Lebensräumen im Vorteil und konnten sich dort ausbreiten.

## Nutzung
Einige Arten, wie etwa der Spinat (Spinacia oleracea) oder Kulturformen der Rübe (Beta vulgaris) (z. B. Rote Rübe, Mangold), werden als Gemüsepflanzen genutzt. Weitere Formen von Beta vulgaris sind die Futterrübe und die Zuckerrübe. Die Samen mehrerer Amaranthus-Arten und der Quinoa (Chenopodium quinoa), selten auch Reismelde genannt, werden ähnlich wie Getreide (Pseudogetreide) verwendet.
Mexikanischer Drüsengänsefuß (Dysphania ambrosioides) und Wurmsamen-Drüsengänsefuß (Dysphania anthelmintica) sind Heilpflanzen.
Aus mehreren Arten wird Soda gewonnen.
Als Zierpflanzen werden beispielsweise Garten-Fuchsschwanz, Brandschopf und Iresine verwendet.

## Verbreitung
Die Familie Amaranthaceae ist weltweit in den gemäßigten Zonen sowie den Subtropen und Tropen verbreitet. Viele Arten sind an Böden mit relativ hohem Salzgehalt angepasst oder kommen in trockenen Steppen- und Halbwüstengebieten vor.

## Systematik

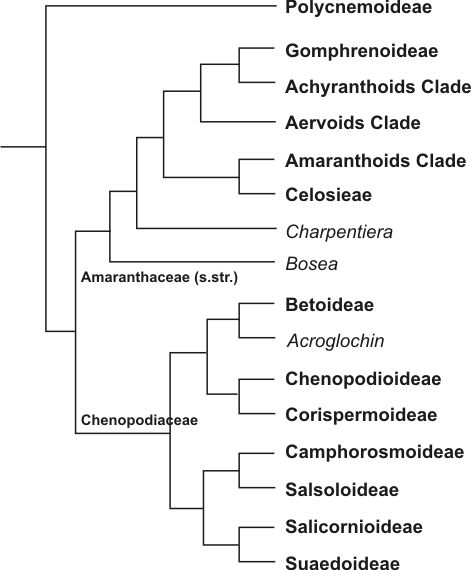
Kladogramm der Pflanzenfamilie Amaranthaceae s. l., verändert und vereinfacht, nach phylogenetischen Arbeiten von Müller & Borsch 2005, Kadereit & al. 2006, Sanchez del-Pino & al. 2009

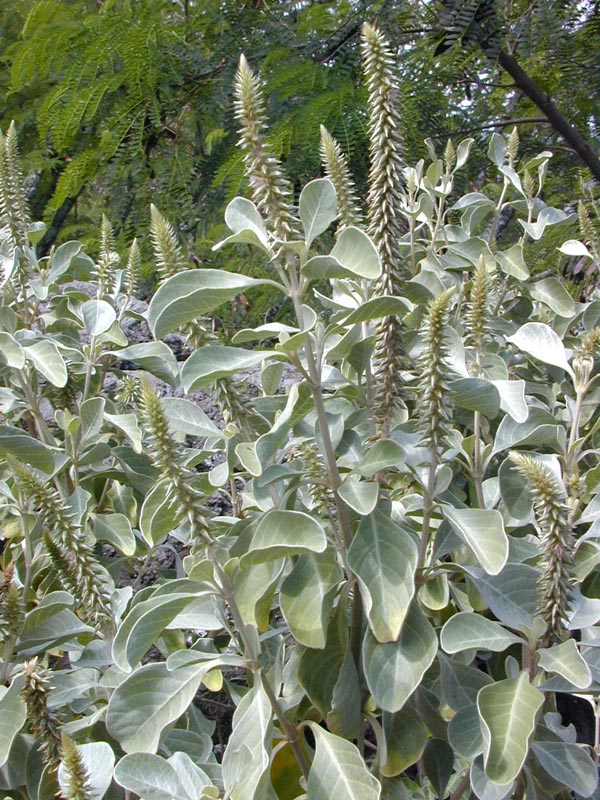
Unterfamilie Amaranthoideae: Achyranthes splendens

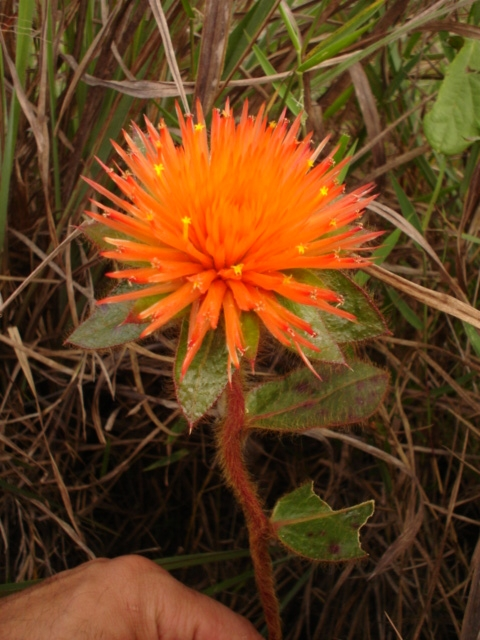
Unterfamilie Gomphrenoideae: Gomphrena arborescens

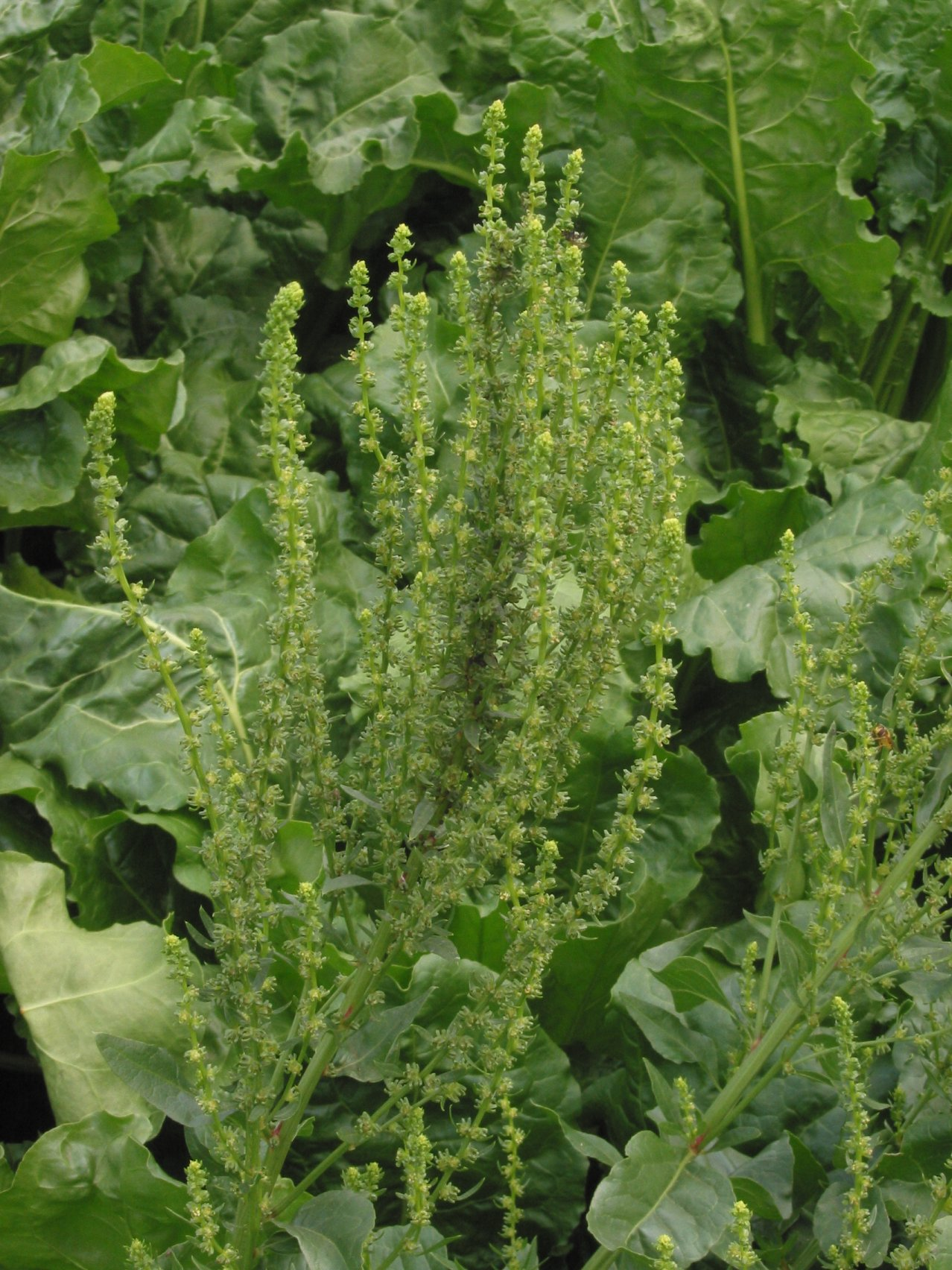
Unterfamilie Betoideae: Zuckerrübe (Beta vulgaris subsp. vulgaris var. altissima)

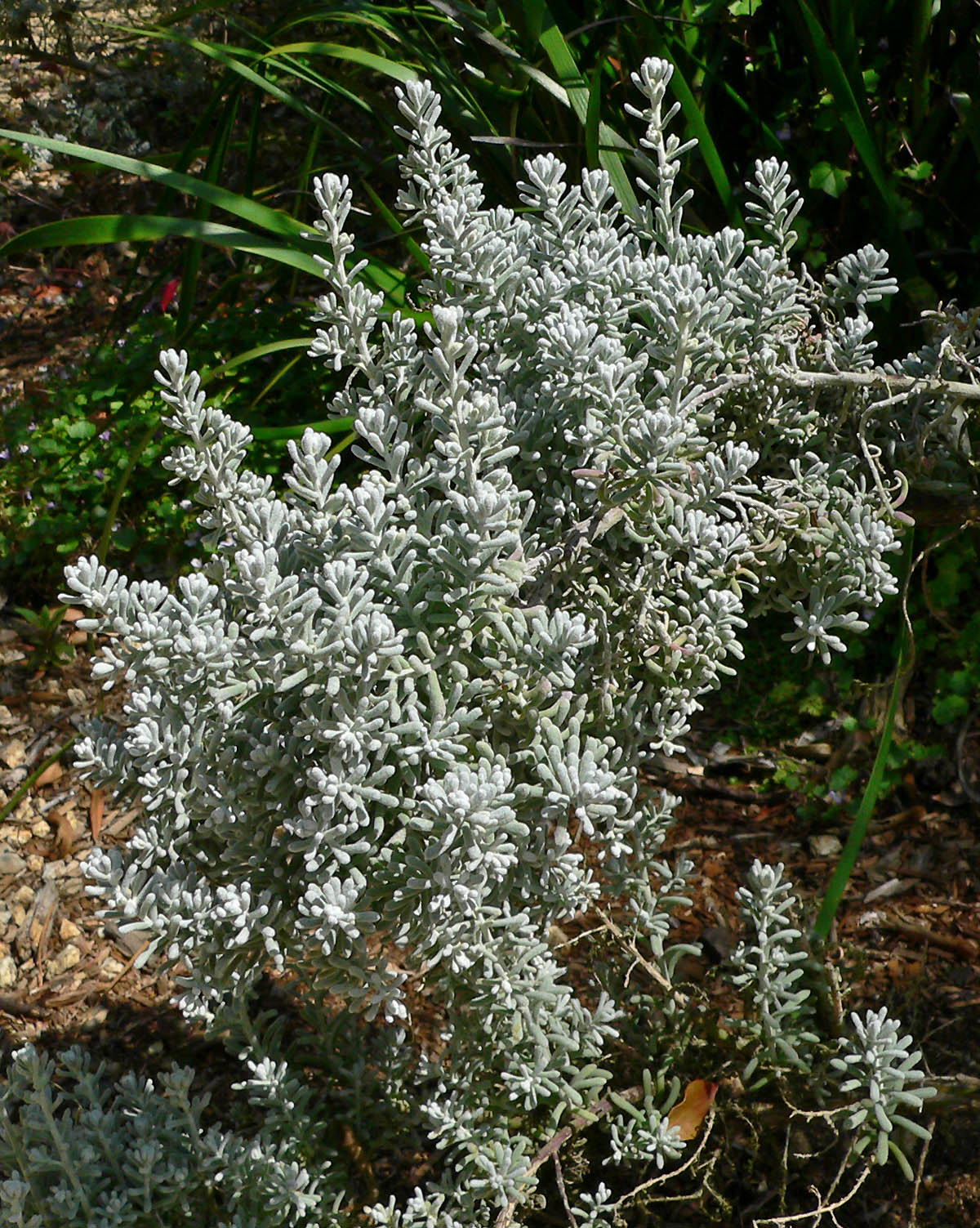
Unterfamilie Camphorosmoideae: Maireana sedifolia

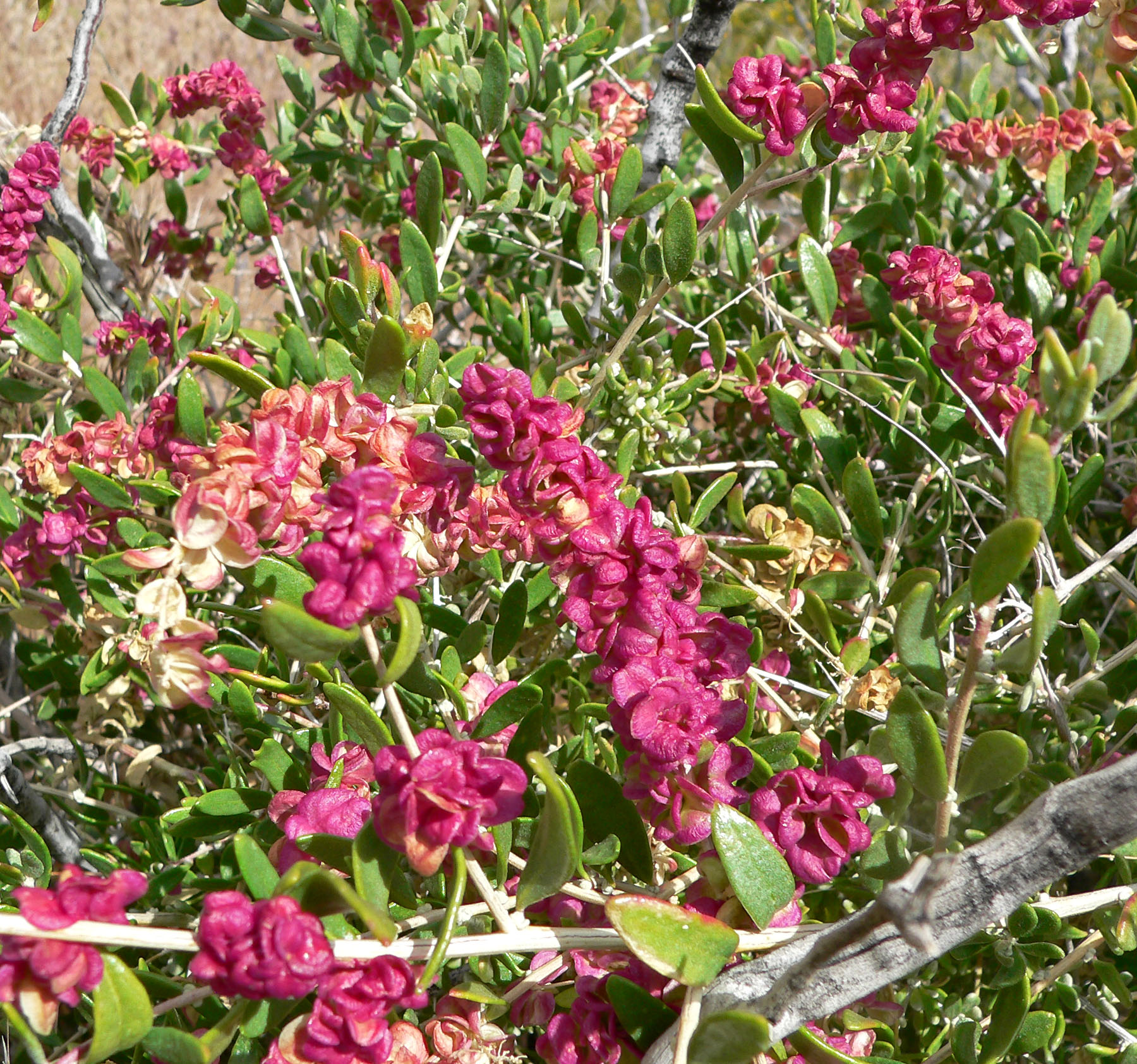
Unterfamilie Chenopodioideae: Grayia spinosa

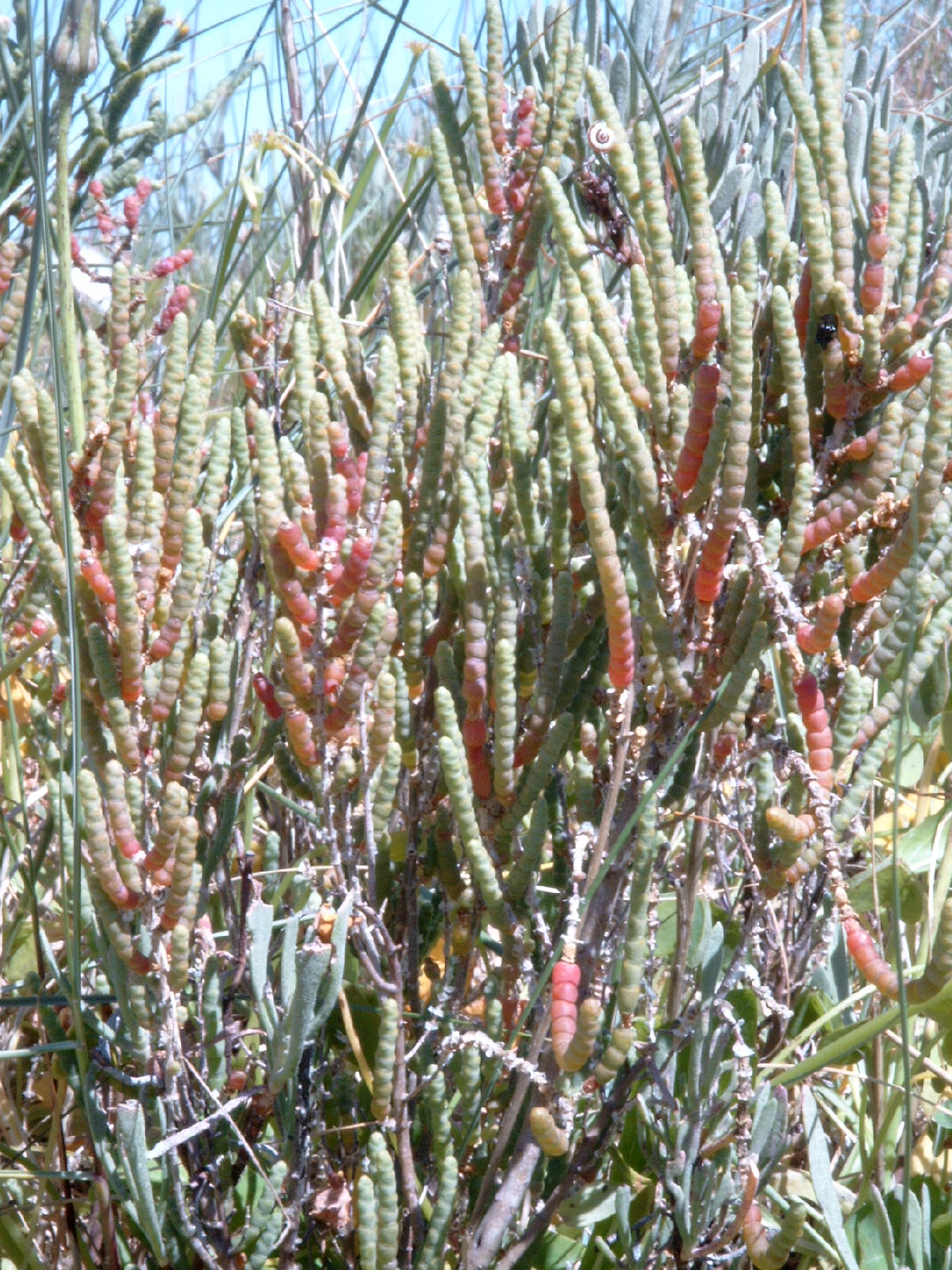
Unterfamilie Salicornioideae: Sarcocornia perennis

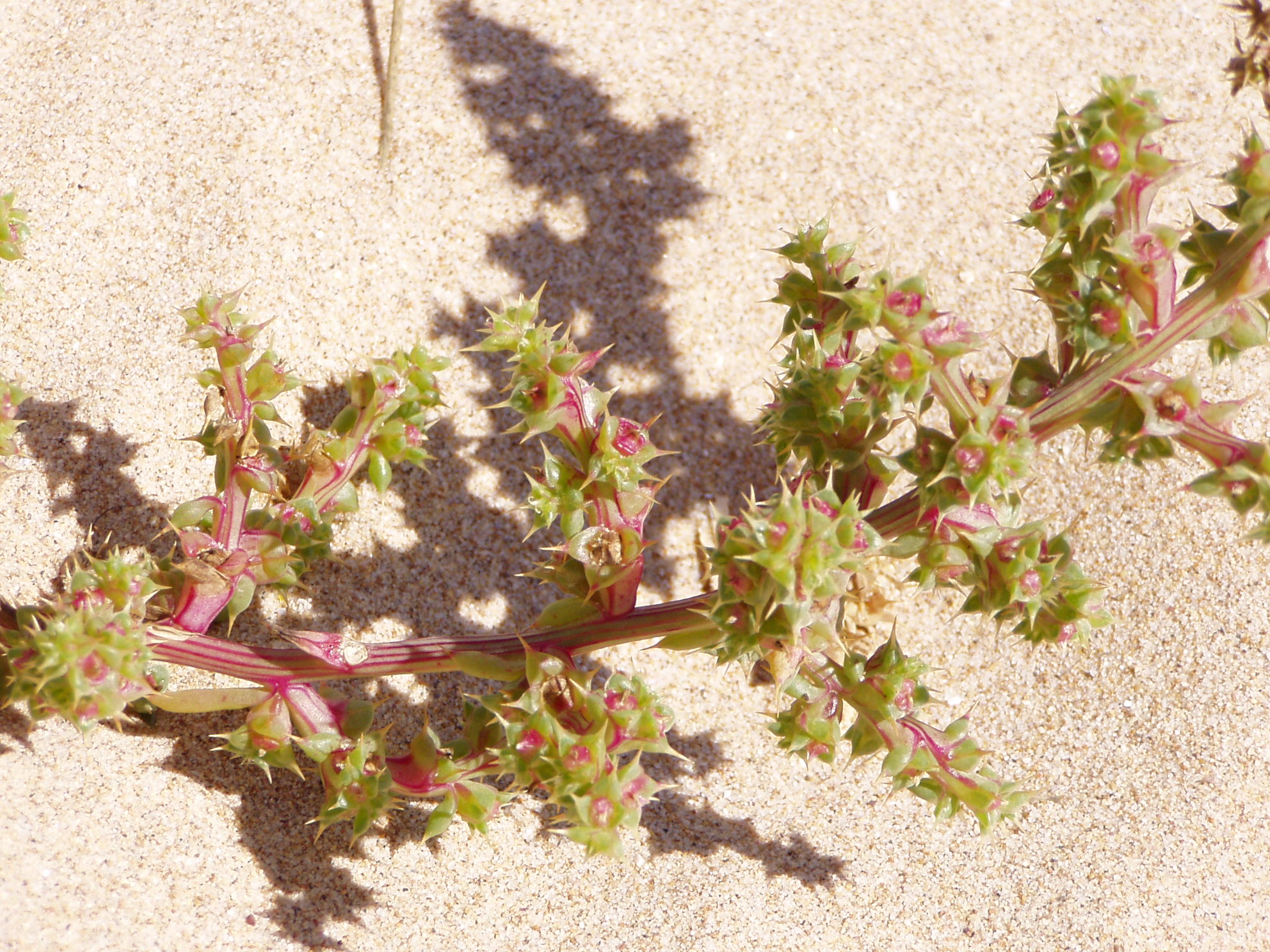
Unterfamilie Salsoloideae: Kali-Salzkraut (Kali turgida)

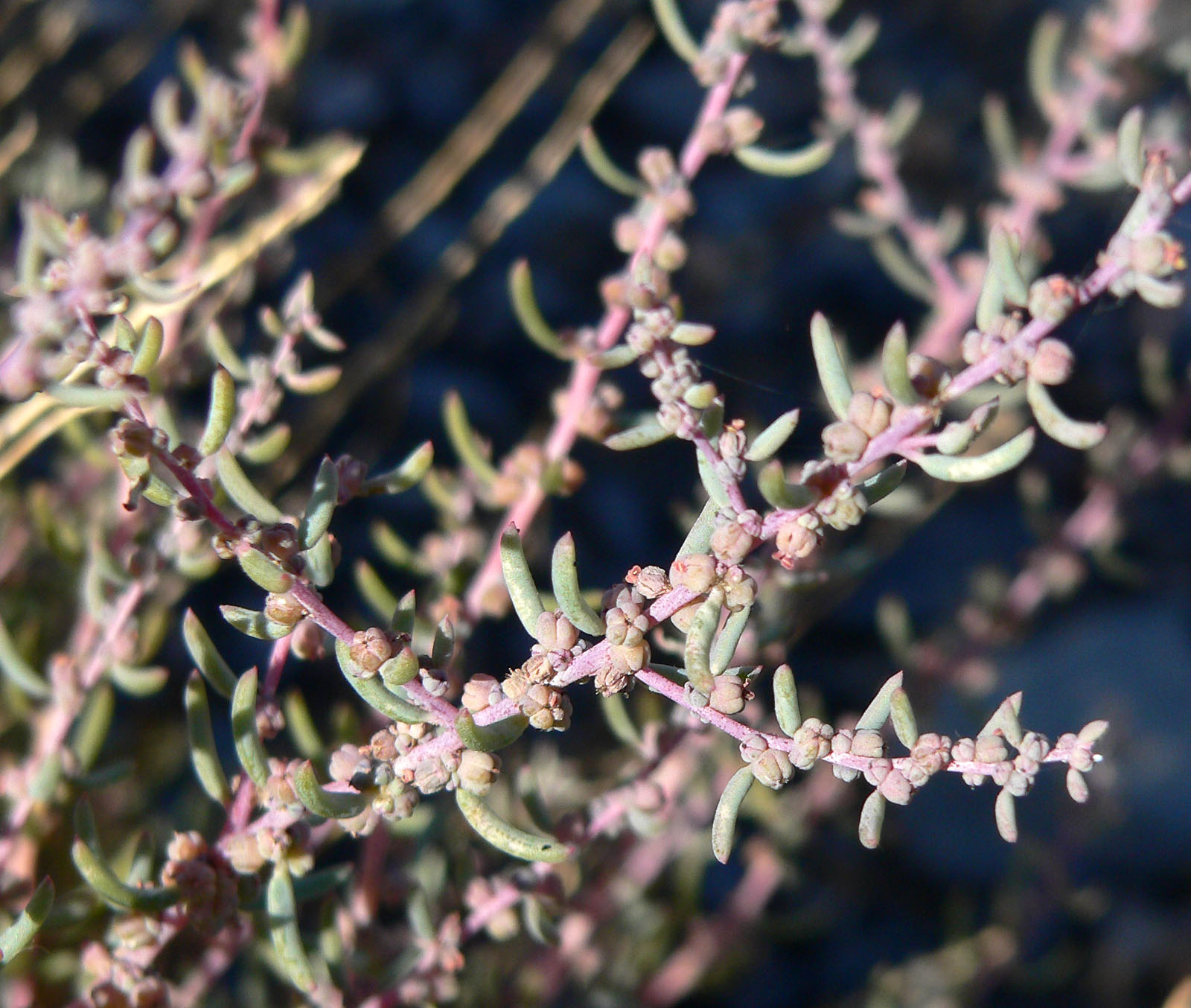
Unterfamilie Suaedoideae: Suaeda nigra

Eine Gruppe von Gattungen, die mehr als die Hälfte der Arten umfasst, wurde traditionell als eigene Familie Gänsefußgewächse (Chenopodiaceae) abgetrennt. Molekularbiologische Untersuchungen haben aber eine enge Verwandtschaft der beiden traditionell unterschiedenen Familien ergeben und nahegelegt, dass die Gänsefußgewächse paraphyletisch sind und nur bei einer Vereinigung mit den Amaranthaceae im engeren Sinn ein monophyletisches Taxon ergeben. Aktuelle Veröffentlichungen verwenden weiterhin den Familiennamen Chenopodiaceae.
Die Familie Amaranthaceae wurde 1789 durch Antoine Laurent de Jussieu in Genera Plantarum, S. 87–88 aufgestellt. Die Erstveröffentlichung der Familie Chenopodiaceae erfolgte 1799 durch Étienne Pierre Ventenat in Tableau du Regne Vegetal, 2, S. 253. Der älteste und nach der Prioritätsregel gültige wissenschaftliche Name des erweiterten Taxons ist Amaranthaceae.
Aus dem Kladogramm wird deutlich, dass die Einstufung der Chenopodiaceae entscheidend von der Unterfamilie Polycnemoideae abhängt: Wird sie so wie bisher als Teil der Familie betrachtet, müssen auch die Amaranthaceae im engeren Sinn dazugehören, und der Name der erweiterten Familie lautet nach der Prioritätsregel Amaranthaceae. Würden die Polycnemoideae jedoch als eigene Familie abgetrennt, dann wären Chenopodiaceae und Amaranthaceae zwei jeweils monophyletische Verwandtschaftsgruppen, die als separate Familien betrachtet werden könnten.
In der Familie Amaranthaceae im neuen Umfang sind die Gattungen der früheren Familien: Achyranthaceae Raf., Atriplicaceae Durande, Betaceae Burnett, Blitaceae T.Post & Kuntze, Celosiaceae Martynov, Chenopodiaceae Ventenat nom. cons., Corispermaceae Link, Deeringiaceae J.Agardh, Dysphaniaceae (Pax) Pax nom. cons., Gomphrenaceae Raf., Polycnemaceae Menge, Salicorniaceae Martynov, Salsolaceae Menge, Spinaciaceae Menge enthalten.
Die Systematik der Familie Amaranthaceae wird seit einigen Jahren intensiv erforscht. Molekularbiologische Studien haben gezeigt, dass die bisherige Einteilung, die auf morphologischen und anatomischen Merkmalen beruhte, nicht die verwandtschaftlichen Beziehungen widerspiegelte.
Die früher den Gänsefußgewächsen (Chenopodiaceae) zugerechneten Arten werden derzeit (2011) in etwa acht Unterfamilien eingeordnet (die Bearbeitung ist noch nicht abgeschlossen): die Polycnemoideae, welche als ursprünglich angesehen werden, sowie die Betoideae, Camphorosmoideae, Chenopodioideae, Corispermoideae, Salicornioideae, Salsoloideae und Suaedoideae.
Innerhalb der Amaranthaceae s. str. (im engeren Sinne) erwiesen sich die Unterfamilie Amaranthoideae sowie manche Gattungen innerhalb der Gomphrenoideae als polyphyletisch, so dass hier in den nächsten Jahren weitere taxonomische Änderungen zu erwarten sind.
Die Familie Amaranthaceae s. l. wird in der vorläufigen Systematik in zehn Unterfamilien gegliedert und enthält etwa 176 Gattungen mit etwa 2050 bis 2500 Arten:
- Unterfamilie Amaranthoideae Schinz: Mit etwa 57 Gattungen. Müller & Borsch (2005) unterscheiden mehrere Claden:[1]
  - „Basale Gruppe“
  - Cladus Amaranthoids
  - Tribus Celosieae Fenzl
  - Cladus Aervoids
  - Cladus Achyranthoids

- Unterfamilie Gomphrenoideae Schinz: Mit etwa 13 Gattungen in drei Claden,[11]:
  - Cladus Iresinoids
  - Cladus Alternantheroids
  - Cladus Gomphrenoids

- Unterfamilie Betoideae Ulbr.: Mit zwei Tribus und etwa fünf bis sechs Gattungen,[3]:
  - Tribus Beteae Moq.
  - Tribus Hablitzieae Ulbr.

- Unterfamilie Camphorosmoideae A.J.Scott: Mit nur einer Tribus und etwa 20 Gattungen in drei Claden,[4]:
  - Tribus Camphorosmeae:
    - Bassia/Camphorosma-Clade
    - Chenolea-Clade
    - Sclerolaena-Clade

- Unterfamilie Chenopodioideae Ulbr.: Mit vier Tribus und etwa 26 Gattungen,[12]:
  - Tribus Atripliceae C.A.Mey.
  - Tribus Anserineae Dumort.
  - Tribus Axyrideae (Heklau) G.Kadereit & A.Sukhor
  - Tribus Dysphanieae Pax

- Unterfamilie Corispermoideae Ulbr.: Mit nur einer Tribus und drei Gattungen,[9]:
  - Tribus Corispermeae Moq.

- Unterfamilie Polycnemoideae Ulbr.: Mit nur einer Tribus und drei Gattungen,[1]:
  - Tribus Polycnemeae (Dumort.) Moq.

- Unterfamilie Salicornioideae Ulbr.: Mit nur einer Tribus und etwa elf Gattungen,[1][6]:
  - Tribus Salicornieae Moq.

- Unterfamilie Salsoloideae Ulbr.: Mit zwei Tribus und etwa 35 Gattungen,[1]:
  - Tribus Caroxyloneae Akhani & E.H.Roalson[7]
  - Tribus Salsoleae s. s.[7]

- Unterfamilie Suaedoideae Ulbr.: Mit zwei Tribus und zwei Gattungen,[8][10]:
  - Tribus Bienertieae Ulbr.
  - Tribus Suaedeae